# Alan Price
Alan Price (* 19. dubna 1942 Fatfield, Washington, County Durham) je anglický hudebník, nejvíce známý jako původní klávesista skupiny The Animals.